# Paralephana argyresthia
Paralephana argyresthia là một loài bướm đêm trong họ Noctuidae.